# Roanoke International Tennis 1973 - Singolare
Il singolare del torneo di tennis Roanoke International Tennis 1973, facente parte della categoria Grand Prix, ha avuto come vincitore Jimmy Connors che ha battuto in finale Ian Fletcher con il punteggio di 6–2, 6–3.

## Tabellone

### Legenda
| - Q = Qualificato - WC = Wild card - LL = Lucky loser | - ALT = Alternate - SE = Special Exempt - PR = Protected Ranking | - w/o = Walkover - r = Ritirato - d = Squalificato |

### Finali
|  | Quarti di finale  | Quarti di finale  | Quarti di finale  | Quarti di finale | Quarti di finale |  |  | Semifinali    | Semifinali    | Semifinali    | Semifinali   | Semifinali   |   |   | Finale        | Finale        | Finale        | Finale | Finale |  |
|  |                   |                   |                   |                  |                  |  |  |               |               |               |              |              |   |   |               |               |               |        |        |  |
|  | Jimmy Connors     | Jimmy Connors     | Jimmy Connors     | 7                | 6                |  |  |               |               |               |              |              |   |   |               |               |               |        |        |  |
|  | Jaime Pinto-Bravo | Jaime Pinto-Bravo | Jaime Pinto-Bravo | 5                | 2                |  |  | Jimmy Connors | Jimmy Connors | Jimmy Connors | 6            | 6            |   |   |               |               |               |        |        |  |
|  | Tito Vázquez      | Tito Vázquez      | 4                 | 6                | 6                |  |  | Tito Vázquez  | Tito Vázquez  | Tito Vázquez  | 4            | 3            |   |   |               |               |               |        |        |  |
|  | Butch Seewagen    | Butch Seewagen    | 6                 | 1                | 0                |  |  |               |               |               |              |              |   |   | Jimmy Connors | Jimmy Connors | Jimmy Connors | 6      | 6      |  |
|  | Ian Fletcher      | Ian Fletcher      | 7                 | 3                | 7                |  |  |               |               | Ian Fletcher  | Ian Fletcher | Ian Fletcher | 2 | 3 |               |               |               |        |        |  |
|  | Ian Crookenden    | Ian Crookenden    | 5                 | 6                | 5                |  |  | Ian Fletcher  | Ian Fletcher  | 6             | 6            | 6            |   |   |               |               |               |        |        |  |
|  | John Paish        | John Paish        | John Paish        | 6                | 6                |  |  | John Paish    | John Paish    | 4             | 7            | 0            |   |   |               |               |               |        |        |  |
|  | Juan Gisbert      | Juan Gisbert      | Juan Gisbert      | 4                | 4                |  |  |               |               |               |              |              |   |   |               |               |               |        |        |  |